# Crane Company Building (Chicago)
The Crane Company Building o 888 South Michigan es un rascacielos ubicado en 836 S. Michigan Ave. en el área comunitaria Loop de Chicago, Illinois. El edificio de doce pisos fue diseñado por Holabird & Roche y construido en 1912. 

## Descripción e historia
El rascacielos con estructura de acero fue diseñado en el estilo neorrenacentista, y su diseño exterior está dividido en tres secciones. Los pisos primero y segundo están revestidos de piedra caliza y cuentan con pilares que sostienen una cornisa ; el tercer piso también está cubierto de piedra caliza. Los pisos cuarto al undécimo están construidos en ladrillo rojo; las ventanas de estos pisos tienen piedras angulares y antepechos de terracota, y el undécimo piso está coronado por una cornisa de terracota. El duodécimo piso está decorado con paneles de terracota que incorporan válvulas Crane Company en su diseño; este piso también está rematado por una cornisa.
El edificio originalmente albergaba las oficinas de Crane Company, que fabricaba equipos de plomería y calefacción. The Crane Company jugó un papel importante tanto en la economía de Chicago, donde era un importante empleador de trabajadores industriales, como en el panorama manufacturero nacional, donde se consideraba "el principal fabricante de Estados Unidos" de accesorios de calefacción y plomería de hierro y latón. Debido a la demolición de las fábricas de Crane Company y las casas de sus primeros líderes, Crane Company Building es ahora el hito más importante de Chicago asociado con la empresa. Después de que Crane Company abandonó el edificio en 1960, se convirtió en una propiedad residencial.
El edificio de Crane Company se agregó al Registro Nacional de Lugares Históricos el 28 de enero de 2002.